# Elle Graham
Elle Charlotte Graham (* 25. Mai 2009) ist eine US-amerikanische Schauspielerin. Bekanntheit erlangte sie durch verschiedene Rollen in Serien wie The Originals, Stranger Things und Swamp Thing, sowie durch ihre Rolle als Savannah Dillon in der Disney-Channel-Serie Secrets of Sulphur Springs.

## Leben
Graham wurde am 25. Mai 2009 in den Vereinigten Staaten geboren. Ihr Schauspieldebüt gab sie 2014 im Alter von 5 Jahren in der Serie The Originals. Anschließend war sie in verschiedenen Serien wie Stranger Things und Swamp Thing zu sehen. 2015 spielte sie erstmals in einem Kinofilm, Die Tribute von Panem – Mockingjay Teil 2, mit. Seit 2021 spielt sie die Hauptrolle der Savannah Dillon in der Disney-Channel-Serie Secrets of Sulphur Springs.
Graham hat vier Geschwister. In ihrer Freizeit spielt sie Gitarre.

## Filmografie
- 2014–2015: The Originals (Fernsehserie, 2 Episoden)
- 2015: Captive
- 2015: Die Tribute von Panem – Mockingjay Teil 2
- 2016: Stinky Feet (Kurzfilm)
- 2016: Stranger Things (Fernsehserie, 1 Episode)
- 2018: Mile 22
- 2018: Trial by Fire
- 2018: Hell Fest
- 2018: Champaign ILL (Fernsehserie, 1 Episode)
- 2019: The Walking Dead (Fernsehserie, 1 Episode)
- 2019: Swamp Thing (Fernsehserie, 5 Episoden)
- 2019: (Future) Cult Classic
- seit 2021: Das Geheimnis von Sulphur Springs (Fernsehserie, 11 Episoden)
- 2023: Are You There God? It’s Me, Margaret.